# アディル・エルマシュ
アディル・エルマシュ（アラビア語: عادل هرماش; Adel Hermach, 1986年6月27日 - ）はフランス・ガール県ニーム出身の元サッカー選手。現役時代のポジションはミッドフィールダー。

## 経歴
2003年ナショナルリーグに属するニーム・オリンピックでデビューを果たす。翌年RCランスに移籍するも、UEFAカップやリーグ・カップのみの出場に留まる。2008年、KSVルーセラーレにレンタルされる。2008-09シーズンはリーグ・ドゥに降格したランスに復帰した。2011年7月、サウジアラビアのアル・ヒラルへ移籍。
ニーム・オリンピックでは下部組織でナビル・エル・ザールとしばらくチームメイトだった。

## 代表歴
2005年にオランダで開催されたFIFAワールドユース選手権にモロッコ代表として出場した。2008年からモロッコA代表に招集され始めた。

## タイトル
- RCランス

リーグ・ドゥ(1):2008/09